# Kazatomprom
Compagnia Atomica Nazionale Kazatomprom A.K. (in kazako «Қазатомөнеркәсіп» ұлттық атом компаниясы АҚ?, "Qazatománerkásip" ulttyq atom kompanııasy AQ) è un'azienda pubblica kazaka, controllata dallo Stato attraverso il fondo Samūryq-Qazyna, attiva nell'esportazione ed importazione di uranio e terre rare. Si tratta del maggiore produttore mondiale di uranio. Produce anche berillio e tantalio.

## Storia
Dopo la fine dell'Unione Sovietica, l'economia kazaka era in una profonda crisi che colpì anche l'industria nucleare del paese. Il crollo del rublo russo ha reso i prodotti kazaki scambiati in dollari statunitensi più costosi rispetto ai prodotti di fabbricazione russa. Per superare la crisi, la società Kazatomprom è stata fondata il 14 luglio 1997 con decreto del primo presidente della Repubblica del Kazakistan, Nursultan Nazarbayev come operatore nazionale per l'importazione e l'esportazione di uranio, metalli rari e combustibile nucleare per le centrali nucleari.  A quel tempo comprendeva la società mineraria Volkovgeologija (Волковгеология), tre siti minerari e la società Metallurgischer Betriebs Ulba (Ульбинский металлургический завод/Ulbinski metallurgischeski sawod). E aveva una notevole montagna di debiti a causa anche di alcune restrizioni imposte dagli Stati Uniti.
Mukhtar Shakishev diventò il nuovo amministratore delegato dell'azienda con l'obiettivo di farla uscire dalla crisi aumentando la produzione e riducendo i costi. Nel 1999 la WestLB tedesca concesse alla società una prima rata di prestito, con l'aiuto della quale fu possibile avviare la ristrutturazione finanziaria e rimborsare i debiti con le banche kazake. Un altro successo fu la rimozione di tutte le restrizioni sulla vendita dell'uranio precedentemente imposte dall'Unione Europea e dagli Stati Uniti. Kazatomprom e il governo kazako intentarono con successo anche una causa contro i dazi antidumping negli Stati Uniti. Gli investimenti per modernizzare ed espandere gli impianti di produzione consentirono a Kazatomprom di aumentare la produzione di uranio e riprendere la produzione di berillio e tantalio. L'azienda aveva superato la crisi e ora si trovava in una posizione finanziariamente stabile.
Nel 2003, il governo del Kazakistan ha venduto il complesso circostante l'ex centrale nucleare di Aktau a Kazatomprom. Oltre alla centrale nucleare dismessa, il complesso comprende anche tre centrali termoelettriche che forniscono energia all'area di Mangghystau. Da allora, il complesso è stato gestito con il nome MAEK-Kazatomprom (МАЭК–Казатомпром).  Il 24 marzo 2005, la "Combinazione Stepnogorsky Gorno-Chimitscheski" (Степногорский горно-химический комбинат) a Stepnogor, nel Kazakistan settentrionale, è stata trasferita a Kazatomprom. Nel 2006, un nuovo impianto di produzione di acido solforico è entrato in funzione nella regione per mantenere la produzione nelle miniere vicine. Per poter aumentare la capacità produttiva, è iniziata la produzione nel giacimento orientale di Mynkuduk con una capacità di 1.000 tonnellate. Nello stabilimento di Stepnogor è stato costruito un nuovo impianto di arricchimento del molibdeno.

### Privatizzazione
Dopo più di 20 anni come società nazionale posseduta esclusivamente dal Fondo patrimoniale nazionale del Kazakistan, Samūryq-Qazyna Kazatomprom è stata resa pubblica con una IPO nel novembre 2018 che ha collocato il 15% delle azioni in circolazione della società in flottante sull'Astana International Exchange (AIX)) e alla Borsa di Londra (LSE). Con l'IPO, Kazatomprom è diventata la prima società in portafoglio di Samūryq-Qazyna JSC ad avere azioni offerte sul mercato internazionale dei capitali come parte del piano globale di privatizzazione per il 2016-2020 annunciato dal governo della Repubblica del Kazakistan. Questo programma mira a generare un'economia libera e competitiva in Kazakistan, creando e sviluppando piattaforme nazionali per attrarre capitali internazionali, stimolare iniziative imprenditoriali private e creare un clima imprenditoriale favorevole. Per raggiungere questo obiettivo, l'obiettivo dichiarato del governo kazako è quello di ridurre la quota sostanziale dello Stato nel valore aggiunto lordo del PIL al 15% nel medio e lungo termine, un livello più allineato con i paesi OCSE.
Dopo che Samūryq-Qazyn ha venduto un ulteriore 3,8% del capitale azionario in circolazione della società nel settembre 2019 e un altro 6,2% nel giugno 2020,  Samūryq-Qazyn JSC rimane l'azionista di maggioranza che detiene il 75% del capitale azionario in circolazione di Kazatomprom, mentre il 25% è detenuto da azionisti di minoranza di tutto il mondo.

### Estrazione dell'uranio

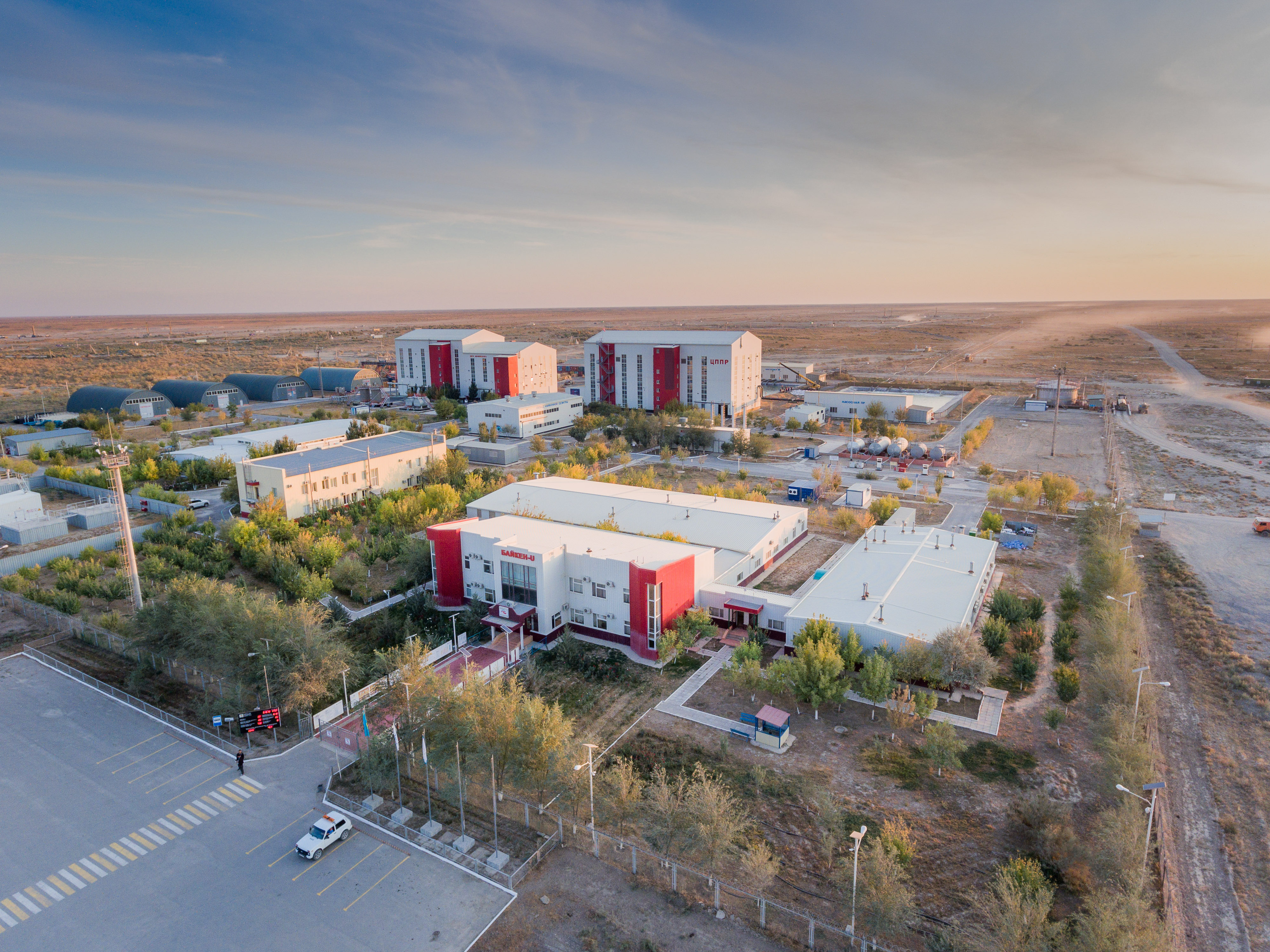
Sito minerario di Baiken-U, Kazakistan

Quando Kazatomprom fu fondata nel 1997, era il tredicesimo produttore di uranio al mondo e all'inizio degli anni 2000 il paese si era posto l'obiettivo pubblico di diventare il più grande produttore mondiale di uranio entro il 2010. Nel 2009, la produzione aveva raggiunto 13.500 tU (~ 35 milioni di libbre di U 3 O 8 ), rendendo il Kazakistan il più grande produttore mondiale e raggiungendo il suo obiettivo un anno prima del previsto. Kazatomprom, in quanto azienda nazionale con una quota proporzionale della produzione di tutte le varie operazioni di uranio del Kazakistan, è diventata il più grande produttore di uranio al mondo nel 2010. La produzione ha continuato a crescere, raggiungendo un picco di 24.586 tU (~ 63,9 milioni di lb U 3 O 8 ) nel 2016.

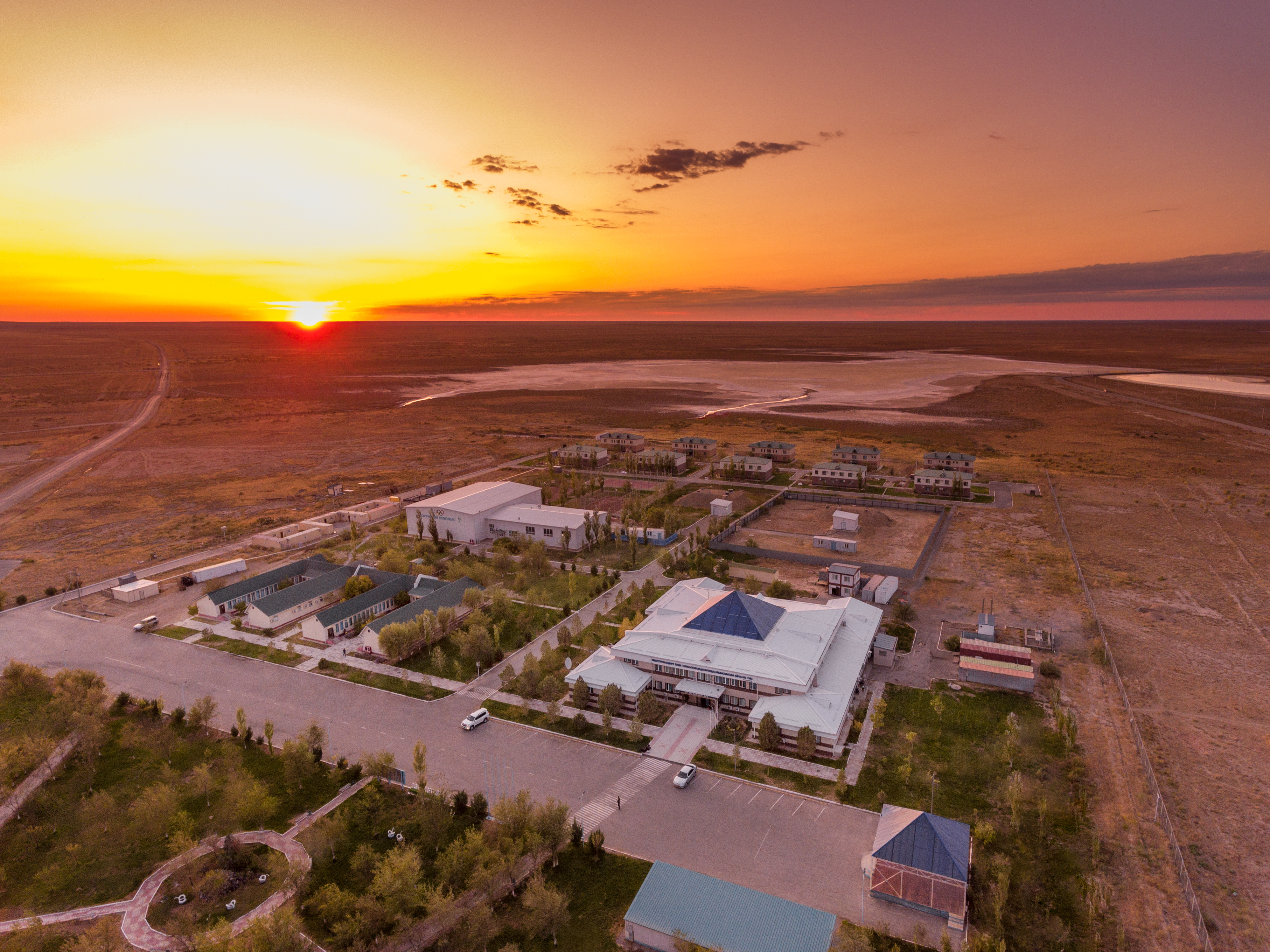
Produzione di uranio nella miniera di Karatau

Il mercato globale dell’uranio è entrato in uno stato di eccesso di offerta a partire dal 2012, a seguito di un calo della domanda derivante dal terremoto e dallo tsunami giapponesi del 2011, che hanno paralizzato la centrale nucleare di Fukushima Daiichi e portato alla sospensione delle operazioni in tutti i 54 reattori nucleari del Giappone. Nel 2017 il management di Kazatomprom ha iniziato a spostare la strategia dell'azienda dal focus sul volume di produzione a quello sul valore e allineando la produzione con la domanda di mercato. 
Secondo questa strategia, per il periodo 2018-2020, i volumi di produzione dovevano essere inferiori del 20% rispetto ai volumi impegnati nell’ambito dei contratti di utilizzo del sottosuolo firmati con il governo kazako, in tutte le miniere di Kazatomprom.  In un contesto di persistenti condizioni di mercato deboli, la società ha successivamente esteso la sua strategia di riduzione della produzione fino al 2022, dopo aver mantenuto l'impegno di ridurre la produzione del 20% a fronte dei contratti di utilizzo del sottosuolo nei risultati del 2018 e del 2019.